# Heinrich Kionka
Johann Gottlieb Heinrich Kionka (* 17. Februar 1868 in Breslau; † 10. April 1941 in Wiesbaden) war ein deutscher Pharmakologe und Mediziner.
Kionka studierte in Breslau, wurde 1893 promoviert (Die Furchung des Hühnereies), war dort ab 1893 Assistent am Pharmazeutischen Institut und wurde 1896 in Breslau habilitiert (Über die Giftwirkung der schwefeligen Säure und ihrer Salze und deren Zulässigkeit in Nahrungsmitteln). Er wurde 1901 außerordentlicher Professor für Pharmakologie an der Universität Jena, damals noch am Institut für Chemie bei Ludwig Knorr. 1903 wurde die Einrichtung eines eigenen Instituts durchgesetzt, an dem Kionka 1921 eine ordentliche Professur erhielt.
1928 wurde er Mitglied der Leopoldina.

## Schriften
- Die Furchung des Hühnereies. In: Anatomische Hefte, 1894, S. 391–445 (Digitalisat)
- Ueber die Anwendung der Inhalationsanästhetica. In: Therapeutische Monatshefte, März 1897, S. 142–147 (Digitalisat)
- Grundriss der Toxicologie, mit besonderer Berücksichtigung der klinischen Therapie. Für Studierende und Ärzte, Medizinal- und Verwaltungsbeamte. Veit, Leipzig 1901 (Digitalisat)
- Abriss der Arzneiverordnungslehre, Berlin: Fischer 1919
- Vom Trinken und Rauchen : Eine kritische Betrachtung vom Standpunkt des Mediziners, Berlin: Reiss 1931
- Bier als Nährstoffspender, Pharmakologische Beiträge zur Alkoholfrage, Heft 7, Jena: Fischer 1935
- Der Nährwert malzreicher Biere, Pharmakologische Beiträge zur Alkoholfrage, Heft 9, Jena: Fischer 1938